# 中川将弥
中川 将弥（なかがわ まさや、1996年2月27日 - ）は、トップウエストA島津製作所Breakersに所属するラグビー選手。

## プロフィール
- 奈良県出身[1]。
- ポジションはフッカー(HO)。
- 身長 175cm、体重 95kg
- ニックネームはまさや。

## 略歴
小学1年生からラグビーを始める。
2014年、御所実業高校卒業後、京都産業大学に入学。
2017年、京都産業大学ラグビー部の主将に就任。
2020年、京都産業大学卒業後、島津製作所に入社。島津製作所Breakersに加入。

## エピソード
- 2017年、関西大学ラグビーフットボールリーグ最終戦で頚椎損傷の大怪我を負い車椅子生活を送っており、競技復帰を目指して奮闘している[5]。
- 既婚者である。

## 出演番組
- サンデースポーツ(NHK、2021年1月17日)[6]。